# Bateau à pédales

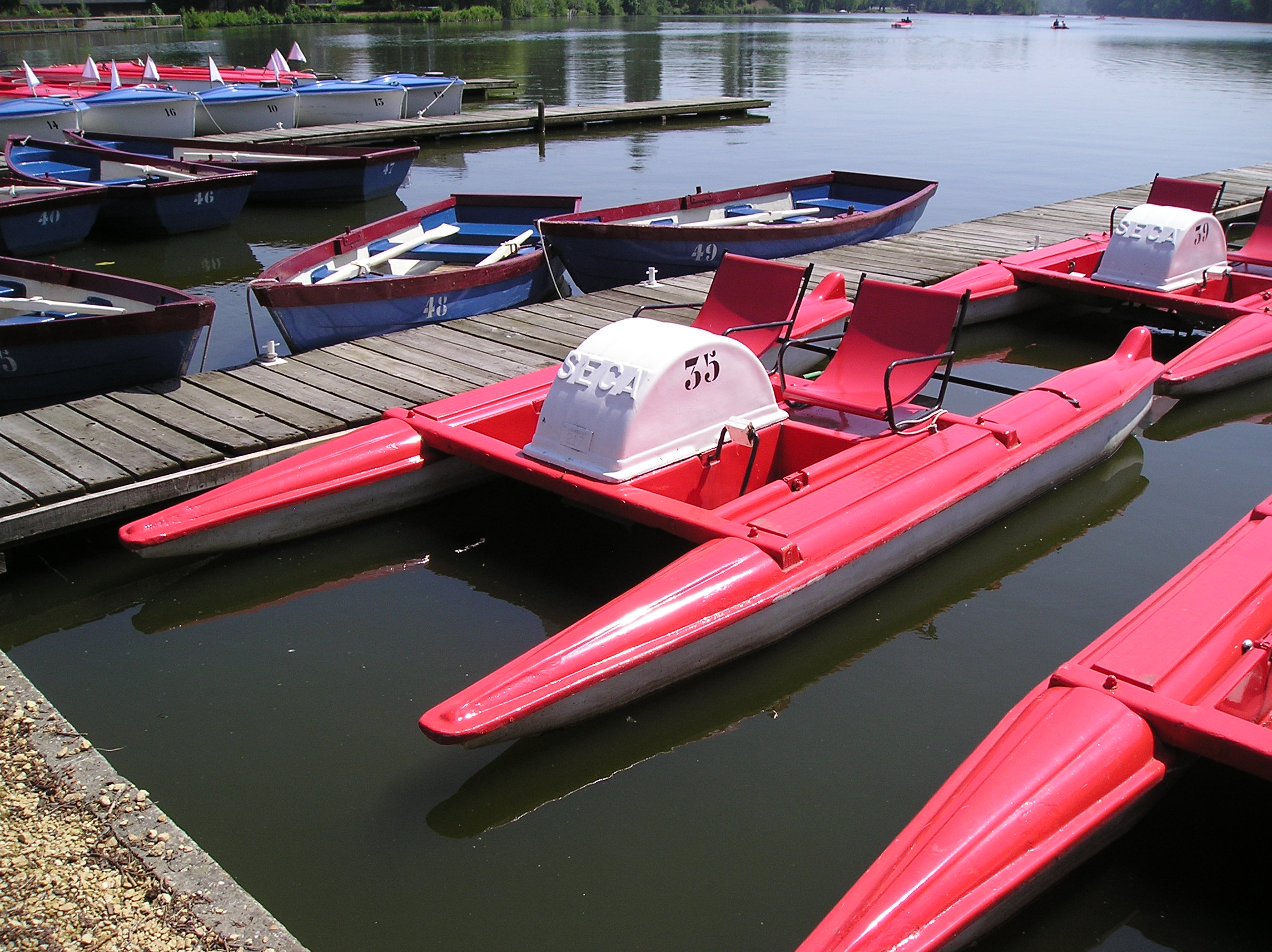
Un pédalo.

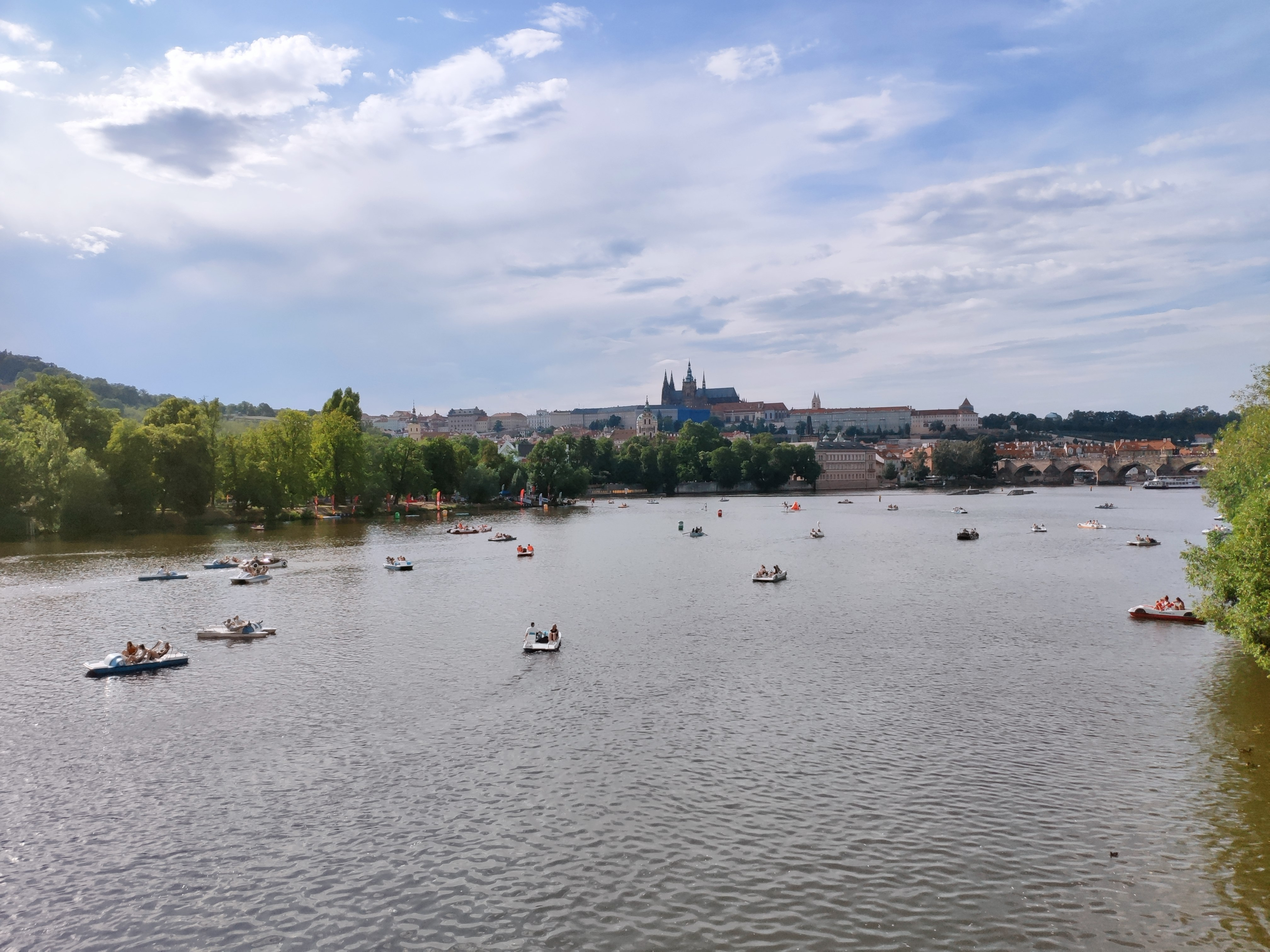
Le pédalo est une attraction touristique, ici à Prague.

Un bateau à pédales, ou par antonomase pédalo, est une embarcation mue grâce au pédalage d'un ou deux passagers, parfois plus ; il est constitué de deux flotteurs parallèles, et équipé de sièges sur lesquels on prend place pour pédaler et actionner un propulseur immergé, une hélice ou une roue à aubes.

## Caractéristiques
Le premier modèle de bateau à pédales a probablement été inventé par l'ingénieur allemand Joseph von Baader (de) en 1810. En France, Léon Bollée crée en 1884 un prototype similaire tandis que Jean-Antoine Chanony, privé de l’usage de son bras droit, aurait introduit un concept de barque munie de pédales vers 1860 pour lui permettre de naviguer sur le lac de Gérardmer.
Ferdinand Louis, natif de Draguignan, revendique[Quand ?] avoir créé ce système.
En septembre 1928, Louis Boucher et Édouard Blanchard baptisent « hydroglisseur » une version proche du pédalo actuel, avec lequel ils prennent le pari de traverser la Méditerranée en partant de Saumur pour rejoindre Gibraltar, mais ils s'échouent à Fromentine, face à l'île de Noirmoutier. Tout au long de leur parcours, ils furent suivis par un journaliste du Petit Courrier, ancêtre du Courrier de l'Ouest . Cette aventure a servi de base au roman Millien de Sylviane Rosière, publié par Robert Morel en 1969.
En 1934, le charpentier de marine, Jean-Eugène Canton, construit son premier bateau à pédales équipé de deux flotteurs parallèles et d'un siège. Il dépose la marque de son « engin de navigation perfectionné » le 10 juin 1936 sous le nom « Pédalo » à Juan-les-Pins.
Il se manœuvre au moyen d'un gouvernail.
Le bateau à pédales accueille généralement deux personnes ou plus, deux étant sollicitées pour pédaler.
Il est aujourd'hui habituellement utilisé comme engin de loisir sur les plans d'eau touristiques protégés (plages, lacs, parfois lagons).

## Antonomase
On appelle ces engins plus communément pédalo, bien que ce soit à l'origine une marque dont le dernier propriétaire, Bernard Borrelly (dirigeant la société Pédalo Nauti-Cat Méditerranée PNCM), qui l'avait achetée le 28 avril 1986, a essayé d'empêcher toute utilisation générique. Plusieurs arrêts ont été rendus à ce sujet dans les années 1990, d'abord en première instance, puis par plusieurs cours d'appel. La société NCM, propriétaire de la marque, a été mise en liquidation judiciaire le 7 février 2008 ; depuis lors, les procédures se sont éteintes. Les débats ont été clos de la façon suivante :

« Il n'est pas contesté que le nom « pédalo » qui désigne une embarcation reposant sur des flotteurs, mue par de petites roues à aubes actionnées par les pieds, est un nom déposé. Pour autant, il est difficile de ne pas reconnaître que le terme « pédalo » est entré dans le langage courant sans protestation de la part de M. X, et ce de différentes manières et en particulier, par l'intermédiaire des textes qui règlementent la fabrication et l'utilisation des engins nautiques à pédales. Il en résulte que la marque qui n'avait qu'une valeur limitée lors de son acquisition, a perdu toute valeur du fait de la vulgarisation progressive et l'emploi courant du terme « pédalo » aussi bien par les professionnels, fabricants et loueurs que par l'ensemble des utilisateurs des engins. »

— Cour d'appel de Grenoble, 1re chambre civile, 13 mai 2008, à la suite d'un jugement du TGI de Gap du 15 décembre 2005
Pédalo partage ainsi avec Bic, Frigidaire, Thermos, Bikini ou Fooding, le sort des marques dont la justice a retenu la dégénérescence.